# Christenserinnen
Die Ordensgemeinschaft der Christenserinnen, früher „Genossenschaft der Christenserinnen“, ist eine römisch-katholische Ordensgemeinschaft, die sich um 1300 aus den ordensähnlichen Hausgemeinschaften der Beginen und Begarden abspaltete und in Aachen eine Niederlassung gründete. Die Christenserinnen, deren Name sich erst um 1500 einbürgerte, gehören der Ordensfamilie der Cellitinnen an und betätigen sich schwerpunktmäßig in der Kranken- und Altenpflege. Seit 1974 ist das Haus Maria im Venn im Stolberger Stadtteil Venwegen das Mutterhaus der Christenserinnen.
Der Leitgedanke der Ordensgemeinschaft lautet: „Jedes Geschöpf Gottes ist vorbehaltlos seiner je eigenen Lebensgeschichte, Religion, Herkunft oder Weltanschauung anzunehmen und zu akzeptieren.“

## Von den Ursprüngen bis zur Franzosenzeit

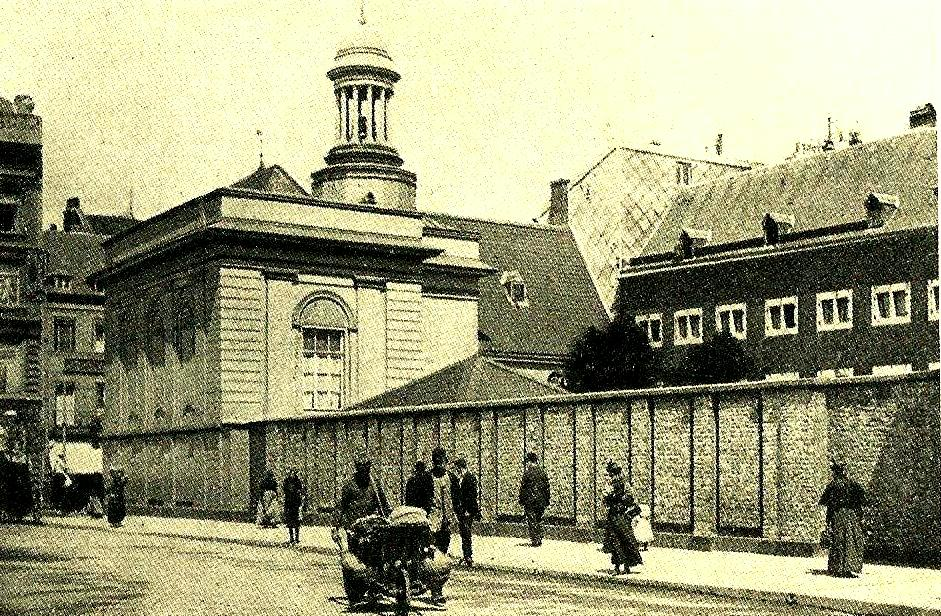
Erstes Mutterhaus in Aachen bis 1899; links die Kapelle, erbaut von Adam Franz Friedrich Leydel

Nachdem sich, ebenso wie in vielen anderen Städten, so auch in Aachen zu Beginn des 13. Jahrhunderts einzelne Beginengruppierungen, welche sich den Vorwürfen der Häresie und damit der Verfolgung und der Inquisition durch den Papst und seine Bischöfe ausgesetzt sahen, unter dem Schutz anerkannter Ordensgemeinschaften stellten oder sich selbst zu einer solchen formierten, gründete sich um 1299 aus einer solchen Gruppierung heraus die Niederlassung der Cellitinnen in Aachen.
Als erstes Mutterhaus wird ein Gebäude erwähnt, welches um 1334 die „Schwestern, die zu Aachen auf dem Graben wohnen“ beherbergte und sich in unmittelbarer Nähe zum Harduinstor an der heutigen Ecke Kapuzinergraben/Theaterplatz befand. An seiner Westseite hatte es eine gemeinsame Mauer mit dem Tertiarierkloster der Webbegarden, in das 1614 die Aachener Kapuziner einzogen. Am 11. August 1315 erlaubte der Bischof von Lüttich, Adolff II. von der Mark, den Schwestern, ein Oratorium nebst Kapelle zu errichten und dort einen Friedhof anlegen. Um 1370 findet sich dann für diese Gemeinschaft der Ausdruck Kestenzien, welcher aus dem lat. „Castae“, die Keusche, stammte. Um 1412 nahmen die Schwestern die Regel des heiligen Augustinus an und wurden damit als offizielle Ordensgemeinschaft anerkannt. Sie tauften nun ihr Kloster in Würdigung der Dienste von Maria und Martha von Bethanien um in „Haus Bethanien“ und erhielten im Jahr 1472 von Papst Sixtus IV. die Erlaubnis, eine neue Kirche oder Kapelle mit einem bescheidenen Turm und einer kleinen Glocke zu errichten und den Friedhof auszubauen. Schließlich entstand um das Jahr 1500 herum für diese Ordensgemeinschaft die heutige Bezeichnung „Christenserinnen“.
Beim großen Stadtbrand von Aachen am 2. Mai 1656 wurde auch ihr Kloster ein Raub der Flammen, aber dank großzügiger Spenden konnte das Gebäude im Jahr 1668 wieder eingeweiht werden. Bereits im September 1692 wurde das Mutterhaus bei einem Erdbeben erneut stark beschädigt, und auch diesmal konnten die Instandsetzungskosten nur durch weitere Spendenaufrufe bewältigt werden. Schließlich wurde die Kirche im Jahr 1721 nochmals restauriert und die Klostergemeinschaft erhielt 1748 eine Orgel für ihre Kapelle.
Im Jahr 1792 wurde die Stadt von den Franzosen besetzt, deren Steuerlasten sich die Klostergemeinde beugen und infolgedessen 1798 ein Inventar- und Vermögensverzeichnis vorlegen mussten. Schon am 6. Januar 1799 übernahm die Kommission der Zivilspitäler die Vermögensverwaltung des Klosters, dessen Kapelle von nun an nicht mehr öffentlich genutzt werden durfte. Ebenso untersagte man den 12 Schwestern die Aufnahme neuer Novizinnen, das Ablegen von Gelübden und das Tragen des Ordenskleides.

## 19. Jahrhundert
Konnte die Ordensgemeinschaft vor der Französischen Revolution auf ein Kloster mit bis zu 18 Schwestern zurückschauen, so wurde die Mitgliederzahl nun auf 15 beschränkt, welche seit 1807 allerdings wieder ihr Ordenskleid tragen durften. Zwei Jahre später erhielt die kleine Gemeinschaft die Erlaubnis, ihre Gelübde auf fünf Jahre hin abzulegen. Als die Franzosenherrschaft im Januar 1814 zusammenbrach, existierten nur noch sieben Schwestern, wobei aber in der Folgezeit die Mitgliederzahl dieser kleinen Ordensgemeinschaft wieder ansteigen konnte. Schließlich erhielt in den Jahren 1829/30 die Klosterkapelle der Christenserinnen durch den Aachener Architekten Adam Franz Friedrich Leydel im Rahmen einer notwendigen Restaurierung ein neues klassizistisches Äußeres.
Obwohl die Schwestern allgemein für ihren pflegerischen Eifer gelobt wurden, beklagte sich im Jahre 1834 der amtierende Klosterkommissar Johann Wilhelm Dillschneider (1795–1872) einerseits über deren häufigen Aufenthalt bei ihren Familien und über den geringen Bildungsstand im Kloster, lehnte aber andererseits den Vorschlag der städtischen Behörde ab, den Schwestern eine Ausbildung in der Pflege vorzuschreiben. Seiner Meinung nach wurde den Novizinnen das nötige Wissen durch die Anleitung einer älteren Schwester zur Genüge vermittelt und er setzte sich hiermit auch durch. Dillschneider seinerseits versuchte nun, die Schwestern, bei welchen es sich seiner Auffassung nach nur um einen Verein frommer und wohltätiger Frauen handelte, zu einer Klausurreform zu drängen. Die Pflegetätigkeit sollte nur noch in Aachen selbst und auch dem nahegelegenen Burtscheid stattfinden, um zu verhindern, dass einzelne Schwestern oftmals über längere Zeit nicht im Kloster anwesend waren, da viele der Pflegebefohlenen in weiterer Entfernung lebten. Auch sollten die Schwestern alle 14 Tage in ihr Kloster zurückkehren, keine Badereisen mehr unternehmen und nach der Genesung ihres Patienten unverzüglich ins Kloster zurückkehren. Doch scheint sich die Entwicklung nicht ganz nach den Vorstellungen des Klosterkommissars gestaltet zu haben, beklagte sich doch Dillschneider 1854 immer noch über den unkontrollierten Umgang der Schwestern mit der Außenwelt und nun auch darüber, dass gewisse Schwestern sich lieber mit Stickarbeiten als mit Krankenpflege beschäftigten, da diese ein höheres Einkommen brachten.

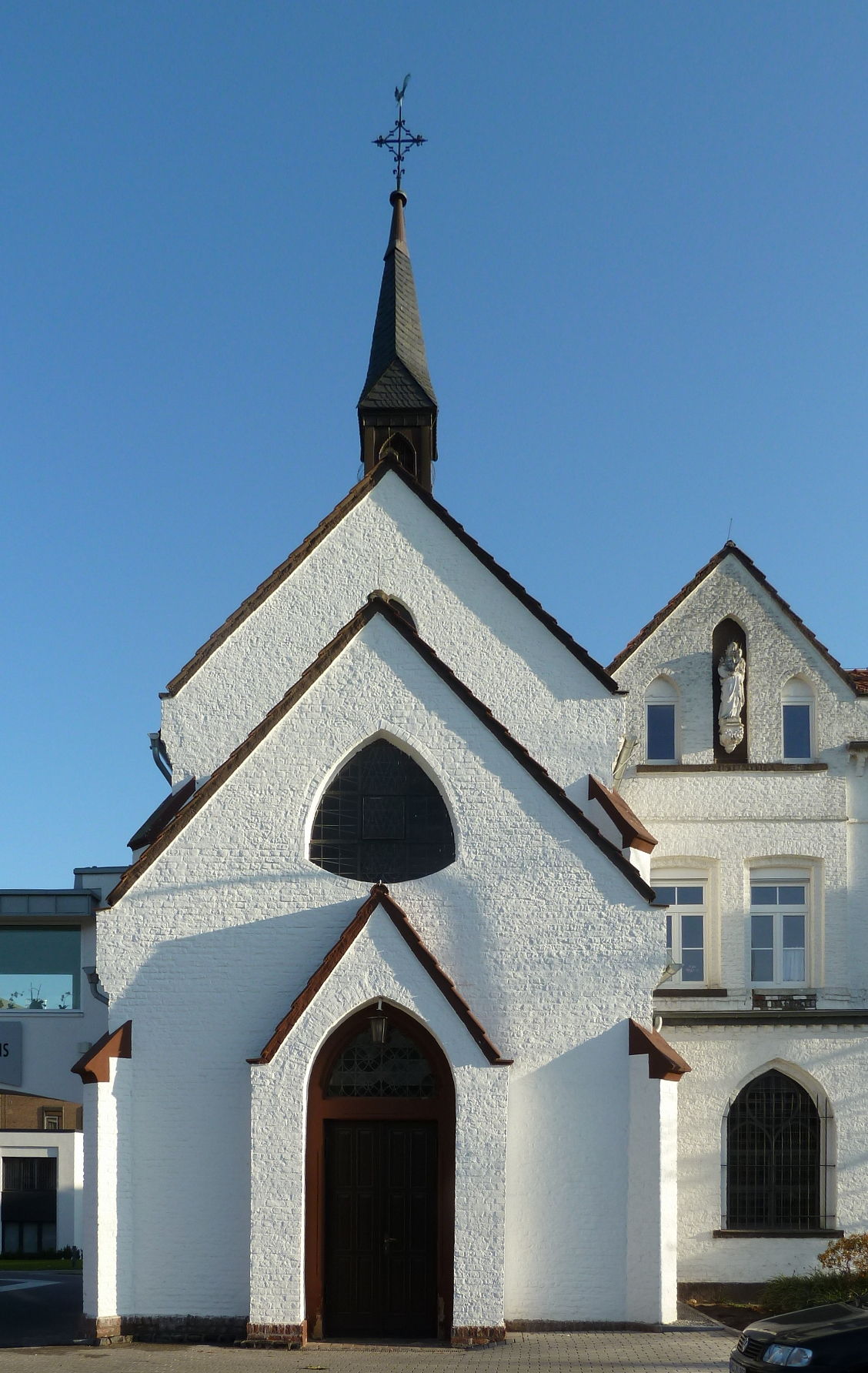
Neugotische Kapelle der Christenserinnen am St. Elisabeth-Krankenhaus Geilenkirchen

Ab Juni 1852 wurden im Kloster wieder Gemeinschaftsexerzitien abgehalten und im Generalvikariat konnte am 6. Juni 1865 die Einführung des ewigen Gelübdes beantragt werden. Nach erfolgter Überprüfung der Rechtsverhältnisse wurde am 8. September 1866 zunächst fünf Schwestern die Zulassung zum ewigen Gelübde erteilt. Da das Kloster nun einen immer größeren Zustrom von Kandidatinnen verzeichnen konnte, kam es bereits im Oktober 1872 zur Gründung des ersten Filialklosters und des angeschlossenen St. Elisabeth-Krankenhauses Geilenkirchen. Dieser Niederlassung folgte im Jahr 1888 die Errichtung des Pflegeheimes und späteren St. Josef-Krankenhauses Linnich und 1916 des St. Josef-Stifts in Randerath mit angeschlossenem Altenheim, einer Krankenpflegestation, einer Nähschule und einem Kindergarten.

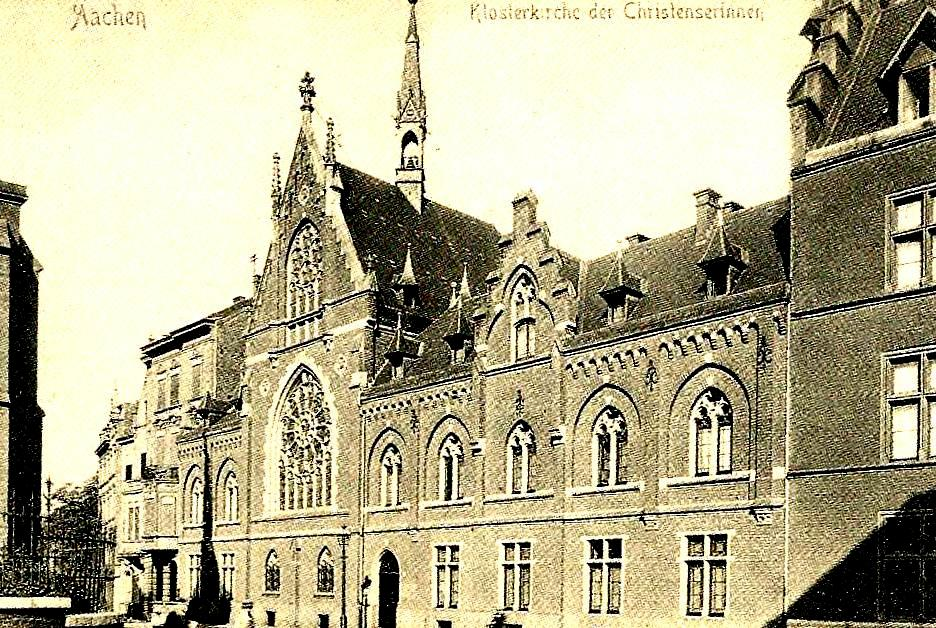
Mutterhaus 1899 bis 1974 im ehemaligen Jesuitenkloster Aachen

Zwischenzeitlich mussten die Ordensschwestern Ende der 1890er-Jahre ihr Mutterhaus am Kapuzinergraben an die Stadt verkaufen, welche das Areal für die Erweiterung des Vorplatzes und der Umgebung des Stadttheaters Aachen benötigte. Als neue Residenz erwarben die Christenserinnen nun das ehemalige Kloster der Jesuiten-Kommunität Aachen in der Aureliusstraße, welches zu diesem Zweck von dem Architekten Hermann Josef Hürth um- und ausgebaut wurde und bezogen es im Herbst des Jahres 1899. Hier beteten die Schwestern, welche ab 1904 die Tagzeiten vom heiligen Kreuz gegen das Marienoffizium tauschten, auf der Orgelempore, die übrigen Gläubigen aber im Kirchenschiff.

## 20. Jahrhundert und Gegenwart
In den folgenden Jahren nahm das Leben der Gemeinschaft, welche bis 1920 allein in der Erzdiözese Köln auf 127 Schwestern angewachsen war, ihren gewohnten Lauf. Erst in den Zeiten des Nationalsozialismus drang die Unruhe der Zeit merklich in die Klöster der Kongregation ein und der Nachwuchs ebbte immer weiter ab, bis es schließlich im Jahre 1938 gar keine Eintritte mehr gab. Als 1940 drei neue Postulantinnen eintraten, wurde das Noviziat nach Renkum in den Niederlanden verlegt, wo sie unter anderem mit dem Kloster St. Josef in Zeddam bereits über eine Niederlassung verfügten. In den zahlreichen Bombenangriffen des Zweiten Weltkrieges wurden die Häuser der Gemeinschaft stark beschädigt oder völlig zerstört, ebenso wie im Jahre 1941 auch das Aachener Mutterhaus, welches aber im alten Stil wiederhergestellt werden konnte.
Nachdem sich der Ordensalltag nach den Kriegsjahren wieder eingespielt hatte, führte die Generaloberin im Jahre 1950 das deutschsprachige Brevier ein und folgte im kommenden Jahr der Einladung des Alexianerbruders Christophorus Lynch in die USA. Schon 1952 kam es dann zur ersten Gründung auf amerikanischem Boden, aber auch zur erstmaligen Änderung der Ordenstracht. In diesen Jahren konnte die Kongregation bischöflichen Rechtes ihre erfolgreichste Zeit erleben.
Ebenso wie in den meisten Ordensgemeinschaften blieb ab Mitte der 1960er-Jahre bei den mittlerweile ca. 169 auf 17 Niederlassungen verteilten Christenserinnen erneut der Nachwuchs aus und erste Niederlassungen mussten aufgelöst werden, wie beispielsweise 1969 das St.-Josef-Stift in Randerath. Nachdem nun auch das Aachener Mutterhaus in der Aureliusstraße baufällig geworden war und eine Restaurierung nicht mehr in Betracht kam und das Areal von einem in der Nachbarschaft ansässigen Versicherungskonzern zwecks baulicher Erweiterung benötigt wurde, verlegte man am 16. September 1973 das Mutterhaus in den Stolberger Stadtteil Venwegen, wo am 30. November 1974 die Einweihung der neuen Klosterkirche begangen werden konnte. Hier übernahmen sie als „Christenserinnen gemeinnützige Gesellschaft mbH“ (Christenserinnen gGmbH) die Rechtsträgerschaft der Pflegeeinrichtungen „Haus Maria im Venn“ in Stolberg-Venwegen und „Heim des Guten Samaritan“ in Stolberg-Stadtmitte. In Erinnerung an ihr aufgegebenes Mutterhaus und der dortigen Klosterkapelle, die während der Kriegsjahre vor allem von der benachbarten Marienkirche als Notkirche genutzt worden war, spendete der Orden 1977 den neugotischen Kreuzigungsaltar aus ihrer Kapelle der Marienkapelle in Burtscheid.
Schließlich trennte sich die Ordensgemeinschaft im Jahr 2002 von zwei weiteren Niederlassungen und übertrug die Leitung des St. Josef-Krankenhauses in Linnich der Caritas Trägergesellschaft West GmbH und die Leitung des St. Elisabeth-Krankenhauses in Geilenkirchen der St. Elisabeth-Krankenhaus Geilenkirchen gemeinnützige GmbH. Lediglich die 2008 gegründete Christenserinnen-Stiftung als alleinige Gesellschafterin der Christenserinnen gGmbH hat ihren Sitz noch in Geilenkirchen und dient der Förderung von Einrichtungen des Gesundheits- und Sozialwesens sowie der Alten- und Jugendhilfe.
Die verstorbenen Ordensschwestern der Aachener Niederlassung fanden ihre letzte Ruhestätte in einem Gräberfeld auf dem Aachener Ostfriedhof.